# Rhus succedaneum
Sơn ta (Rhus  succedaneum, trước kia có tên là Toxicodendron succedaneum) là một loài thực vật có hoa trong họ Đào lộn hột. Loài này được (L.) Kuntze miêu tả khoa học đầu tiên năm 1891.

## Mô tả
Cây sơn là một loại cây thân gỗ, khá lớn, cao từ 8 đến 10 mét. Khi trồng trong đồn điền để lấy nhựa thì cây mọc chỉ khoảng 3-4 mét.

## Canh tác & sử dụng
Ở Việt Nam vào đầu thế kỷ 20 cây sơn ta được trồng nhiều ở hai tỉnh Hưng Hóa, Phú Thọ. Ở Sơn Tây, Vĩnh Yên, và Tuyên Quang cũng có trồng nhưng ít hơn. Cây chỉ cho nhựa vào khoảng 6-9 tuổi.

### Cách chế tạo nước sơn ta
Phu lấy nhựa phải bắt đầu từ sớm trước khi mặt trời mọc bằng cách cứa vào vỏ cây cho chảy nhựa. Nhựa cây màu trắng đục. Hứng xong thì đổ vào thúng rồi phủ giấy dầu cho kín để nhựa lắng thành nhiều lớp nước sơn. Nếu không kín, sơn bị dưỡng hóa sẽ chuyển màu đen và khô lại.
Lớp sơn trên cùng gọi là sơn thượng, có nhiều chất dầu nhất nên nhẹ, nổi thành váng ở trên. Thứ đến là sơn nhất, sơn nhì, và sơn ba. Nhựa sơn thượng này sau đem đánh đều với nhựa thông theo một tỷ lệ nhất định thì sẽ đổi từ màu đục thành trong và keo lại. Nếu dùng chậu sành thì thành phẩm là sơn cánh gián màu nâu ánh đỏ. Nếu dùng chậu sắt thì sẽ thành sơn then màu huyền vì phản ứng vớ acid tannic. Sơn cánh gián và sơn then có thể dùng làm nước sơn phủ ngoài các hàng và mỹ nghệ như tượng thờ, hoành phi, khay, tráp và tranh sơn mài.
Những lớp sơn nhứt, nhì, ba thì chỉ dùng làm sơn bó, dùng làm keo dính hay chét kín các thứ vật dụng gia dụng như thuyền thúng.
Vì sơn ta lâu khô nên một sản phẩm mỹ nghệ như sơn mài sau mỗi lần phủ sơn lại phải hong cho thật khô mới mài đi được. Công đoạn này lặp đi lặp lại nhiều đợt mới tạo được lớp sơn thật bóng. Nhưng vì cần nhiều thời gian nên nước sơn ta dần bị thay thế bằng sơn công nghiệp chóng khô hơn kể từ đầu thế kỷ 20.

## Hình ảnh

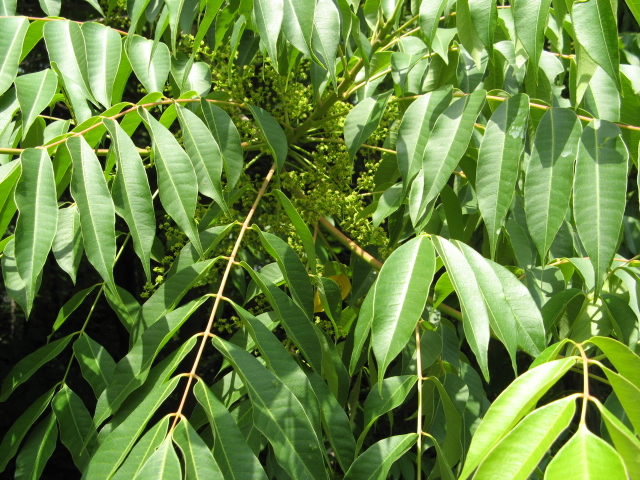